# Лінійний інтеграл

## Означення лінійного інтеграла
Нехай у просторовій області {\displaystyle \mathbf {\textit {V}} } визначено неперервне векторне поле {\displaystyle {\bar {a}}(\mathbf {\textit {M}} ),\mathbf {\textit {L}} } — гладка крива, розташована в {\displaystyle \mathbf {\textit {V}} }. Лінійним інтегралом поля {\displaystyle {\bar {a}}} уздовж лінії {\displaystyle \mathbf {\textit {L}} } називається криволінійний інтеграл І роду по довжині дуги від скалярного добутку {\displaystyle {\bar {a}}(\mathbf {\textit {M}} )} на одиничний дотичний вектор {\displaystyle {\bar {\tau }}(\mathbf {\textit {M}} ):W=\int \limits _{L}{{\bar {a}}(M)\cdot {\bar {\tau }}(M)\,ds}}.
Як і потік, цей інтеграл може представлятися по-різному. Так, якщо врахувати, що похідна {\displaystyle {\bar {\tau }}(M)} на {\displaystyle ds} дає зміну радіуса-вектора точки {\displaystyle \mathbf {\textit {M}} }, тобто {\displaystyle {\bar {\tau }}\cdot ds=d{\bar {r}}=dx{\bar {i}}+dy{\bar {j}}+dz{\bar {k}}}, то {\displaystyle W=\int \limits _{L}{{\bar {a}}(M)d{\bar {r}}}} і {\displaystyle W=\int \limits _{L}{Pdx+Qdy+Rdz}}. Отже, лінійний інтеграл може бути виражений і через лінійний інтеграл по координатах.

## Фізичний сенс лінійного інтеграла
якщо {\displaystyle {\bar {a}}(\mathbf {\textit {M}} )} — силове поле, то {\displaystyle \mathbf {\textit {W}} } дорівнює роботі цього поля при переміщенні матеріальної точки вздовж лінії {\displaystyle \mathbf {\textit {L}} } см. розділ Потрійні інтеграли.

## Основні властивості лінійного інтеграла
1)лінійність
{\displaystyle \int \limits _{L}{(C1{\bar {a}}_{1}+C2{\bar {a}}_{2}){\bar {\tau }}ds}=C1\int \limits _{L}{{\bar {\tau }}{\bar {a}}_{1}}ds+C2\int \limits _{L}{{\bar {\tau }}{\bar {a}}_{2}}ds}
2)адитивність
```

  

    

      

        

          
∫

          

            

              
L

              

                
1

              

            

            
∪

            

              
L

              

                
2

              

            

          

        

        

          

            

              

                
a

                
¯

              

            

          

          
⋅

          

            

              

                
τ

                
¯

              

            

          

          

          
d

          
s

        

        
=

        

          
∫

          

            

              
L

              

                
1

              

            

          

        

        

          

            

              

                
a

                
¯

              

            

          

          
⋅

          

            

              

                
τ

                
¯

              

            

          

          

          
d

          
s

        

        
+

        

          
∫

          

            

              
L

              

                
2

              

            

          

        

        

          

            

              

                
a

                
¯

              

            

          

          
⋅

          

            

              

                
τ

                
¯

              

            

          

          

          
d

          
s

        

      

    

    
{\displaystyle \int \limits _{L_{1}\cup L_{2}}{{\bar {a}}\cdot {\bar {\tau }}\,ds}=\int \limits _{L_{1}}{{\bar {a}}\cdot {\bar {\tau }}\,ds}+\int \limits _{L_{2}}{{\bar {a}}\cdot {\bar {\tau }}\,ds}}

  

. 
```

Направлення на кожній з частин {\displaystyle L_{1}} і {\displaystyle L_{1}} має бути таким же, як і на всій кривій {\displaystyle L_{1}\cup L_{2}},
3). При зміні напрямку вздовж {\displaystyle \mathbf {\textit {L}} } лінійний інтеграл змінює знак.
Це випливає з того, що вектор {\displaystyle {\bar {\tau }}(\mathbf {\textit {M}} )} змінюється на {\displaystyle -{\bar {\tau }}(\mathbf {\textit {M}} )}.
4). Якщо {\displaystyle \mathbf {\textit {L}} } — векторна лінія поля і рух відбувається в напрямку поля, то {\displaystyle \mathbf {\textit {W}} >0}. У цьому випадку вектор {\displaystyle {\bar {\tau }}(\mathbf {\textit {M}} )} колінеарний {\displaystyle {\bar {a}}(\mathbf {\textit {M}} )} , тому {\displaystyle {\bar {a}}\cdot {\bar {\tau }}=\mathop {{\mbox{пр}}{\bar {a}}} \limits _{\bar {\tau }}=\vert {\bar {a}}\vert >0}.

## Обчислення лінійного інтеграла
Як і будь-який криволінійний інтеграл, лінійний інтеграл обчислюється зведенням до певного інтеграла по параметру на кривій, зазвичай обчислюють криволінійний інтеграл {\displaystyle W=\int \limits _{L}{Pdx+Qdy+Rdz}}. Якщо крива при параметричному завданні має вигляд

```

  

    

      

        
L

        
:

        

          
{

          

            

              

                

                  
x

                  
=

                  
x

                  
(

                  
t

                  
)

                  
,

                

              

              

                

                  
y

                  
=

                  
y

                  
(

                  
t

                  
)

                  
,

                

              

              

                

                  
z

                  
=

                  
z

                  
(

                  
t

                  
)

                  
,

                

              

            

          

          

        

        

          
t

          

            
0

          

        

        
⩽

        
t

        
⩽

        

          
t

          

            
k

          

        

      

    

    
{\displaystyle L:\left\{{\begin{array}{l}x=x(t),\\y=y(t),\\z=z(t),\\\end{array}}\right.t_{0}\leqslant t\leqslant t_{k}}

  

 - безперервно диференціюються, то 
```

{\displaystyle W=\int \limits _{L}{P(x,y,z)\cdot dx+Q(x,y,z)\cdot dt+R(x,y,z)\cdot dz}} {\displaystyle =\int \limits _{t_{0}}^{t_{k}}{\left[{P(x(t),y(t),z(t))\cdot {x}'(t)+Q(x(t),y(t),z(t))\cdot {y}'(t)+R(x(t),y(t),z(t))\cdot {z}'(t)}\right]dt}}
Напрямок інтегрування визначається напрямом руху по кривій.

## Циркуляція векторного поля
Циркуляцією називається лінійний інтеграл векторного поля по замкнутій кривій {\displaystyle \mathbf {\textit {C}} =\oint \limits _{C}{{\bar {a}}\cdot d{\bar {r}}}}.
Зазвичай кажуть, що циркуляція характеризує обертальну здатність поля. Мається на увазі наступне. Якщо векторні лінії поля замкнені, то, як ми бачили, циркуляція по ним в напрямку поля позитивна, при цьому в гідродинамічної інтерпретації частки рідини крутяться по цим замкнутим лініях. Нехай тепер лінії струму довільні, уявімо в обсязі {\displaystyle L} замкнутий контур {\displaystyle C}. Якщо в результаті руху рідини цей контур буде обертатися, то поле володіє обертальної здатністю, абсолютна величина циркуляції визначатиме кутову швидкість обертання {чим більше |{\displaystyle \mathbf {\textit {C}} } |, тим вище швидкість}, знак циркуляції покаже, чи збігається напрямок обертання з напрямком інтегрування.